# Celano Football Club Olimpia 2009-2010
Questa voce raccoglie le informazioni riguardanti il Celano Football Club Olimpia nelle competizioni ufficiali della stagione 2009-2010.

## Rosa
| N. |                   | Ruolo | Calciatore           |
| -- | ----------------- | ----- | -------------------- |
|    | Italia (bandiera) | A     | Vincenzo Agate       |
|    | Italia (bandiera) | P     | Luigi Amabile        |
|    | Italia (bandiera) | D     | Danilo Bacchi        |
|    | Italia (bandiera) | A     | Luigi Barbetti       |
|    | Italia (bandiera) | C     | Paltermio Barbetti   |
|    | Italia (bandiera) | A     | Liborio Bongiovanni  |
|    | Italia (bandiera) | C     | Rosario Bucolo       |
|    | Italia (bandiera) | C     | Andrea Cesaro        |
|    | Italia (bandiera) | A     | Nicola Falomi        |
|    | Italia (bandiera) | D     | Alessandro Ficorilli |
|    | Italia (bandiera) | A     | Antonio Franchi      |
|    | Italia (bandiera) | C     | Roberto Franzese     |
|    | Italia (bandiera) | D     | Daniele Fruci        |
|    | Italia (bandiera) | P     | Stefano Goletti      |

| N. |                   | Ruolo | Calciatore         |
| -- | ----------------- | ----- | ------------------ |
|    | Italia (bandiera) | D     | Andrea Iozzia      |
|    | Italia (bandiera) | C     | Gennaro Marasco    |
|    | Italia (bandiera) | C     | Francesco Marfia   |
|    | Italia (bandiera) | A     | Maikol Negro       |
|    | Italia (bandiera) | A     | Gianluca Palmiteri |
|    | Italia (bandiera) | D     | Donato Posillipo   |
|    | Italia (bandiera) | C     | Simone Rambaudi    |
|    | Italia (bandiera) | C     | Francesco Ruggiero |
|    | Italia (bandiera) | D     | Matteo Sensi       |
|    | Italia (bandiera) | D     | Simone Tamburro    |
|    | Italia (bandiera) | C     | Domenico Tursi     |
|    | Italia (bandiera) | C     | Graziano Villa     |
|    | Italia (bandiera) | D     | Fabio Zaccardi     |
|    | Italia (bandiera) | A     | Jacopo Zenga       |